# Lutz Wendler
Lutz Wendler (* 6. Juli 1957) ist ein deutscher ehemaliger Fußballspieler. In den 1980er Jahren spielte er für die Betriebssportgemeinschaft BSG Wismut Aue in der DDR-Oberliga, der höchsten Liga im DDR-Fußball.

## Sportliche Laufbahn
Als 16-Jähriger wurde Lutz Wendler in die Nachwuchsabteilung der BSG Wismut Aue aufgenommen. Bis 1976 spielte er in der DDR-weiten Juniorenoberliga, wo er zuletzt als Abwehrspieler einen Stammplatz innehatte. In dieser Zeit war er auch sechsmal als Torschütze erfolgreich. Nachdem er dem Juniorenalter entwachsen war, bestritt er bis 1978 zwei Spielzeiten in der Nachwuchsoberliga, in der es jedoch nicht mehr zum Stammspieler reichte. Nur sporadisch wurde er sowohl in der Abwehr wie auch im Mittelfeld aufgeboten. Bei 52 ausgetragenen Spielen wurde er nur in etwa 31 Begegnungen eingesetzt, 1977/78 war er dreimaliger Torschütze. 1979/80 leistete Wendler seinen Wehrdienst in der Nationalen Volksarmee ab. 
Nach seinem Militärdienst kehrte Wendler wieder zu Wismut Aue zurück und wurde in die Oberligamannschaft eingegliedert. Im November 1980 kam er zu seinen ersten Einsätzen in der Oberliga, wo er bis zum Saisonende als Verteidiger 15 Partien bestritt. In den beiden folgenden Spielzeiten 1981/82 und 1982/83 gelang es Wendler nicht, in der Oberliga Fuß zu fassen und kam nur sporadisch acht- bzw. neunmal zum Einsatz. 
Zur Saison 1983/84 schloss sich Lutz Wendler dem zweitklassigen DDR-Ligisten BSG Motor „Fritz Heckert“ Karl-Marx-Stadt an. Dort bestritt er bis 1986 drei Spielzeiten, gehörte aber nur 1984/85 als Mittelfeldspieler der Stammelf an und schoss sein einziges Punktspieltor für die BSG. 1986 stieg er mit der Mannschaft aus der DDR-Liga ab und kehrte nicht wieder in den höheren Ligenfußball zurück. 